# Haeromys pusillus
Haeromys pusillus är en däggdjursart som först beskrevs av Thomas 1893.  Haeromys pusillus ingår i släktet Haeromys och familjen råttdjur. IUCN kategoriserar arten globalt som sårbar. Inga underarter finns listade i Catalogue of Life.
Arten har en absolut längd (med svans) av 151 till 199 mm, en svanslängd av 97 till 123 mm och 15 till 17 mm långa bakfötter. Ovansidan är täckt av rödbrun päls. Den långa svansen ser naken ut. En liknande gnagare i utbredningsområdet är Chiropodomys calamianensis men den har hår på svansen.
Denna gnagare förekommer på norra Borneo. På västra Filippinerna är den troligen utdöd. Habitatet utgörs av skogar i låglandet. Antagligen klättrar djuret i växtligheten.